# 新井町 (前橋市)
新井町（あらいまち）は、群馬県前橋市の地名。郵便番号は379-2112。2013年現在の面積は0.52km2。

## 地理
前橋市の南東部、赤城山南麓の末端に位置している。緩やかな傾斜地で南縁を神沢川が流れている。

### 河川
- 神沢川

## 歴史
江戸時代頃からある地名である。はじめ大胡城主牧野氏領、元和2年から享保7年までは不明な点が多く、享保7年からは前橋藩領、明和5年に幕府領代官前沢藤十郎支配地、文化8年に幕府領代官前沢藤十郎支配地と旗本永田氏、田村氏の相給、嘉永2年に幕府領代官前沢藤十郎支配地と前橋藩領、明治元年に前橋藩領だった。

### 年表
- 1889年4月1日 町村制施行により、新井村は荒子村、ニ之宮村、今井村、富田村、荒口村、泉沢村、下大屋村、飯土井村、西大室村、東大室村と合併し南勢多郡荒砥村が成立する。
- 1896年4月1日 南勢多郡と東群馬郡が統合し勢多郡となる。
- 1957年2月20日 木瀬村と合併し城南村が成立する。
- 1967年5月1日 城南村が前橋市へ編入される。そのため前橋市新井町となる。

## 世帯数と人口
2017年（平成29年）8月31日現在の世帯数と人口は以下の通りである。
| 町丁   | 世帯数  | 人口  |
| ------ | ------- | ----- |
| 新井町 | 103世帯 | 286人 |

## 小・中学校の学区
市立小・中学校に通う場合、学区は以下の通りとなる。
| 番地 | 小学校               | 中学校             |
| ---- | -------------------- | ------------------ |
| 全域 | 前橋市立二之宮小学校 | 前橋市立荒砥中学校 |

## 交通

### 鉄道
鉄道駅はない。

### 道路
北関東自動車道が通っているが国道は通っていない。県道は群馬県道74号伊勢崎大胡線が通っている。

## 施設
- 赤城神社